# Синицыно (Тотемский район)
Синицыно — упразднённая деревня в Тотемском районе Вологодской области.
Входила в состав Толшменского сельского поселения, с точки зрения административно-территориального деления — в Никольский сельсовет.
Расстояние по автодороге до районного центра Тотьмы — 101 км, до центра муниципального образования села Никольское — 7 км. Ближайшие населённые пункты — Аникин Починок, Галкино, Суровцово.
По данным переписи в 2002 году постоянного населения не было.
Упразднена в июле 2020 года.